# Macbeth
Macbeth (titolo completo The Tragedy of Macbeth) è una fra le più note e citate tragedie shakespeariane.
Essa drammatizza i catastrofici effetti fisici e psicologici della ricerca del potere per il proprio interesse personale: l'esito di tale condotta è un gorgo inesorabile di errori e orrori. 
Fu pubblicato nel Folio del 1623, probabilmente da un copione teatrale. Frequentemente rappresentata e riadattata nel corso dei secoli, Macbeth è divenuta l'archetipo per eccellenza della brama di potere sfrenata e dei suoi pericoli, definizione che è stata tuttavia ritenuta estremamente restrittiva da alcuni interpreti e commentatori, date le ampie ripercussioni di natura filosofica sui temi del destino, dell'azione e della volontà.
Costituita da cinque atti, è la più breve tragedia di Shakespeare ed è spesso stata indicata dalla critica come il suo lavoro più complesso e sfaccettato.
Per la trama, Shakespeare s'ispirò liberamente al resoconto storico sul re Macbeth di Scozia di Raphael Holinshed e a quello del filosofo scozzese Ettore Boezio. Molto popolare è anche la versione operistica di questa tragedia, musicata da Verdi su libretto di Francesco Maria Piave (1847, prima versione; 1865, seconda versione).

## Trama

### Atto primo
La tragedia si apre in una cupa Scozia medievale, in un'atmosfera di lampi e tuoni; tre Streghe (Le Sorelle Fatali, ispirate certamente alle Norne del mito norreno e alle Parche/Moire della tradizione greco-romana) decidono che il loro prossimo incontro dovrà avvenire in presenza di Macbeth. 
Nella scena seguente, un sergente ferito riferisce al re Duncan di Scozia che i suoi generali, Macbeth e Banco, hanno appena sconfitto le forze congiunte di Norvegia e Irlanda, guidate dal ribelle Macdonwald. Macbeth, congiunto del re, è lodato per il suo coraggio e prodezza in battaglia.
La scena cambia: Macbeth e Banco appaiono sulla scena, di ritorno ai loro castelli, facendo considerazioni sulla vittoria appena conseguita e sul tempo "brutto e bello insieme", che caratterizza la natura ambigua e carica di soprannaturale della brughiera desolata e pervasa di nebbia che stanno attraversando. Le tre streghe, che li stavano aspettando, compaiono e pronunciano profezie. Anche se Banco per primo le sfida, si rivolgono a Macbeth: la prima lo saluta come "Macbeth, sire di Glamis", titolo che Macbeth già possiede, la seconda come "Macbeth, sire di Cawdor", titolo che non possiede ancora, e la terza "Macbeth, il Re". Macbeth è stupefatto e silenzioso, così Banco ancora una volta tenta di fronteggiarle, intimorito dall'aspetto delle Sorelle Fatali e dalle condizioni particolari e misteriose del momento: le streghe dunque informano anche Banco sull'essere capostipite di una dinastia di re e svaniscono, lasciando nel dubbio Macbeth e Banco sulla reale natura di quella strana apparizione.
Sopraggiunge dunque il re, che annuncia a Macbeth la concessione a suo favore del titolo di sire di Cawdor: la prima profezia è così realizzata e immediatamente Macbeth incomincia a nutrire l'ambizione di diventare re.
Macbeth scrive alla moglie (Lady Macbeth) riguardo alle profezie delle tre streghe. Quando Duncan decide di soggiornare al castello di Macbeth a Inverness, Lady Macbeth escogita un piano per ucciderlo e assicurare il trono di Scozia al marito, e anche se Macbeth mostra tentennamenti, volendo ritornare sui propri passi e smentendo le ambizioni manifestate nella lettera inviata alla moglie, quest'ultima infine lo convince.  
Atto secondo
Nella notte della visita, Lady Macbeth ubriaca le guardie del re, facendole cadere in un pesante sonno. Macbeth, con un noto soliloquio che lo porta a vedere di fronte a sé l'allucinazione di un pugnale insanguinato che lo guida verso l'omicidio del suo stesso re e cugino, si introduce nelle stanze di Duncan e lo pugnala a morte. Sconvolto dall'atto, si rifugia da Lady Macbeth, la quale invece non si perde d'animo e recupera la situazione lasciando le due armi usate per l'assassinio presso i corpi addormentati delle guardie, imbrattando i loro volti, le mani e le vesti col sangue del re. 
Al mattino, poco dopo l'arrivo di MacDuff, nobile scozzese venuto a recare omaggio al sovrano, viene scoperto l'omicidio. In un simulato attacco di rabbia, Macbeth uccide le guardie prima che queste possano rivendicare la loro innocenza.
MacDuff è subito dubbioso riguardo alla condotta di Macbeth, ma non rivela i propri sospetti pubblicamente. Temendo per la propria vita, il figlio di Duncan, Malcolm, scappa in Inghilterra. Su questi presupposti Macbeth, per la sua parentela con Duncan, sale al trono di Scozia.
A dispetto del suo successo, Macbeth non è a suo agio circa la profezia per cui Banco sarebbe diventato il capostipite di una dinastia di re, temendo di essere a sua volta scalzato. Così lo invita a un banchetto reale e viene a sapere che Banco e il giovane figlio, Fleance, usciranno per una cavalcata quella sera stessa. Macbeth ingaggia due sicari per uccidere Banco e Fleance (un terzo sicario compare misteriosamente nel parco prima dell'omicidio: secondo una parte della critica potrebbe essere immagine e personificazione stessa dello spirito dell'Assassinio). Banco viene dunque massacrato brutalmente, ma Fleance riesce a fuggire. Al banchetto, che dovrebbe celebrare il trionfo del re, Macbeth è convinto di vedere il fantasma di Banco che siede al suo posto, mentre gli astanti e la stessa Lady Macbeth non vedono nulla. Il resto dei convitati è spaventato dalla furia di Macbeth verso un seggio vuoto, finché una disperata Lady Macbeth ordina a tutti di andare via.

### Atto terzo
Macbeth, che cammina ormai a cavallo fra mondo del reale e mondo soprannaturale, si reca dalle streghe in cerca di certezze. Interrogate, chiamano a rispondere degli spiriti: una testa armata dice a Macbeth "stai attento a MacDuff", un bambino insanguinato gli dice "nessun nato di donna può nuocerti", un bambino incoronato gli dice "Macbeth non sarà sconfitto fino a che la foresta di Birnam non muova verso Dunsinane"; infine appare un corteo di otto spiriti a simboleggiare i discendenti di Banco, alla cui vista Macbeth si dispera.
Si avvia una stagione di sanguinaria persecuzione ai danni di tutti i lord di Scozia che il sovrano ritiene sospetti, e in particolare contro MacDuff. Un gruppo di sicari viene inviato al suo castello per ucciderlo, ma una volta lì i mercenari non lo trovano, essendo questi recatosi in Inghilterra per cercare aiuto militare contro Macbeth e avviare una rivolta. Gli assassini, a ogni modo, trucidano la moglie e i figli di MacDuff, in una scena piena di patetismo e crudeltà.

### Atto quarto
In Inghilterra MacDuff e Malcolm pianificano l'invasione della Scozia. Macbeth, adesso identificato come un tiranno, vede che molti baroni disertano dal suo fianco. Malcolm guida un esercito con MacDuff e Seyward, conte di Northumbria, contro il castello di Dunsinane, fortezza associata al trono di Scozia dove Macbeth risiede. Ai soldati, accampati nel bosco di Birnam, viene ordinato di tagliare i rami degli alberi per mascherare il loro numero. Con ciò si realizza la terza profezia delle streghe: tenendo alti i rami degli alberi, innumerevoli soldati rassomigliano al bosco di Birnam che avanza verso Dunsinane. 

### Atto quinto
Lady Macbeth, intimamente gravata di un crescente fardello morale, non regge più il peso dei suoi delitti e comincia a essere tormentata da visioni e incubi che sconvolgono il suo sonno: una sua dama racconta e mostra a un medico episodi di sonnambulismo, che sfociano in crisi disperate in cui la regina tenta di ripulire le mani da macchie di sangue incancellabili, confondendo passato e presente e rivelando tutti gli omicidi commessi per conquistare e mantenere il trono. Alla notizia della morte della moglie e di fronte all'avanzata dell'esercito ribelle, Macbeth pronuncia il famoso soliloquio ("Domani e domani e domani"), sul senso vacuo della vita e di tutte le azioni che la costellano, vani atti insignificanti che puntano al raggiungimento di obiettivi che non hanno alcun reale valore.
Richiede poi che gli siano portate armi e armatura, pronto a vendere cara la pelle in quello che già sente essere il suo atto finale.
La battaglia infuria sotto le mura di Dunsinane, e il giovane Seyward, alleato di MacDuff, muore per mano del tiranno, che poi affronta MacDuff. Macbeth ritiene di non avere alcun motivo di temere il lord ribelle, perché non può essere ferito o ucciso da "nessuno nato da donna", secondo la profezia delle streghe. MacDuff però dichiara di "essere stato strappato prima del tempo dal ventre di sua madre", e che quindi non era propriamente "nato" da donna. Macbeth tuttavia, nella furia della battaglia, accetta tale destino e non dimostra neanche un momento di cedimento nella sua lucida follia. I due combattono e MacDuff decapita Macbeth, realizzando così l'ultima delle profezie.
Anche se Malcolm, e non Fleance, salì al trono, la profezia delle streghe riguardante Banco fu ritenuta veritiera dal pubblico di Shakespeare, che riteneva che re Giacomo I fosse diretto discendente di Banco.

## Una tragedia cruenta

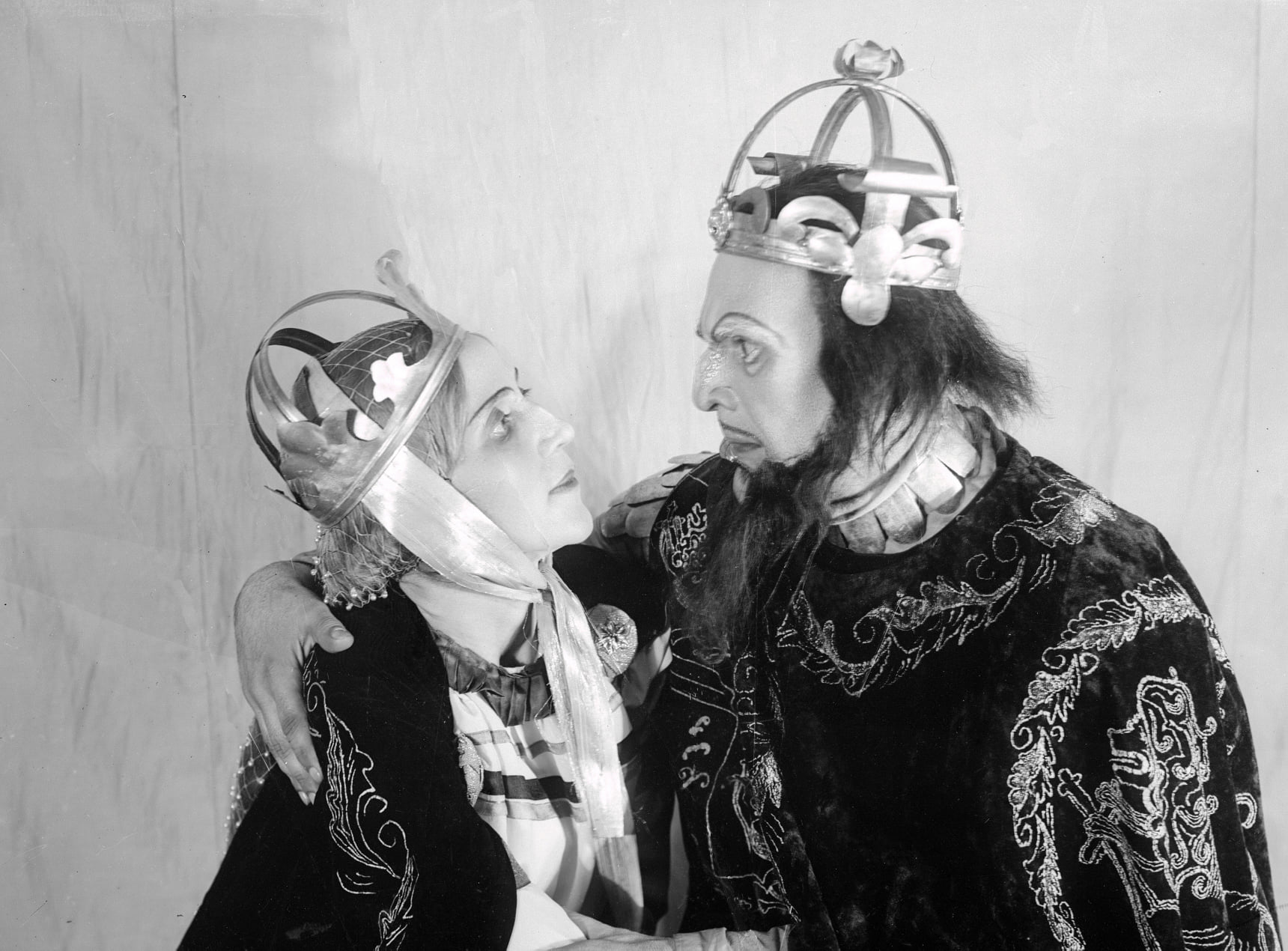
Marziya Davudova e Abbas Mirza Sharifzade interpretano rispettivamente Lady Macbeth e Macbeth (1935-1936)

Si tratta di una tragedia fosca, cruenta, i cui personaggi sono ambigui e immersi in un'atmosfera a tratti apocalittica. Infatti, mentre in Re Lear il mondo naturale resta totalmente indifferente nei confronti delle vicende umane, Shakespeare sceglie di introdurre in Macbeth l'elemento sovrannaturale funesto che contribuisce a far crollare il regno del protagonista e a provocarne quindi la tragica morte. Il tema fondamentale della tragedia è la natura malvagia dell'uomo, o comunque la pulsione distruttrice che alberga all'interno del suo cuore.
Lady Macbeth, personificazione del male, è animata da grande ambizione e sete di potere: è lei a convincere il marito, spesso indeciso, a commettere il regicidio (atto I), ma non riuscirà poi a sopportare la deriva di violenza dello stesso consorte, arrivando alla follia e, forse, al suicidio, mentre Macbeth andrà incontro a una lenta disumanizzazione di se stesso, accompagnata dalla perdita di contatto con la realtà, incluse le sue azioni più efferate. 

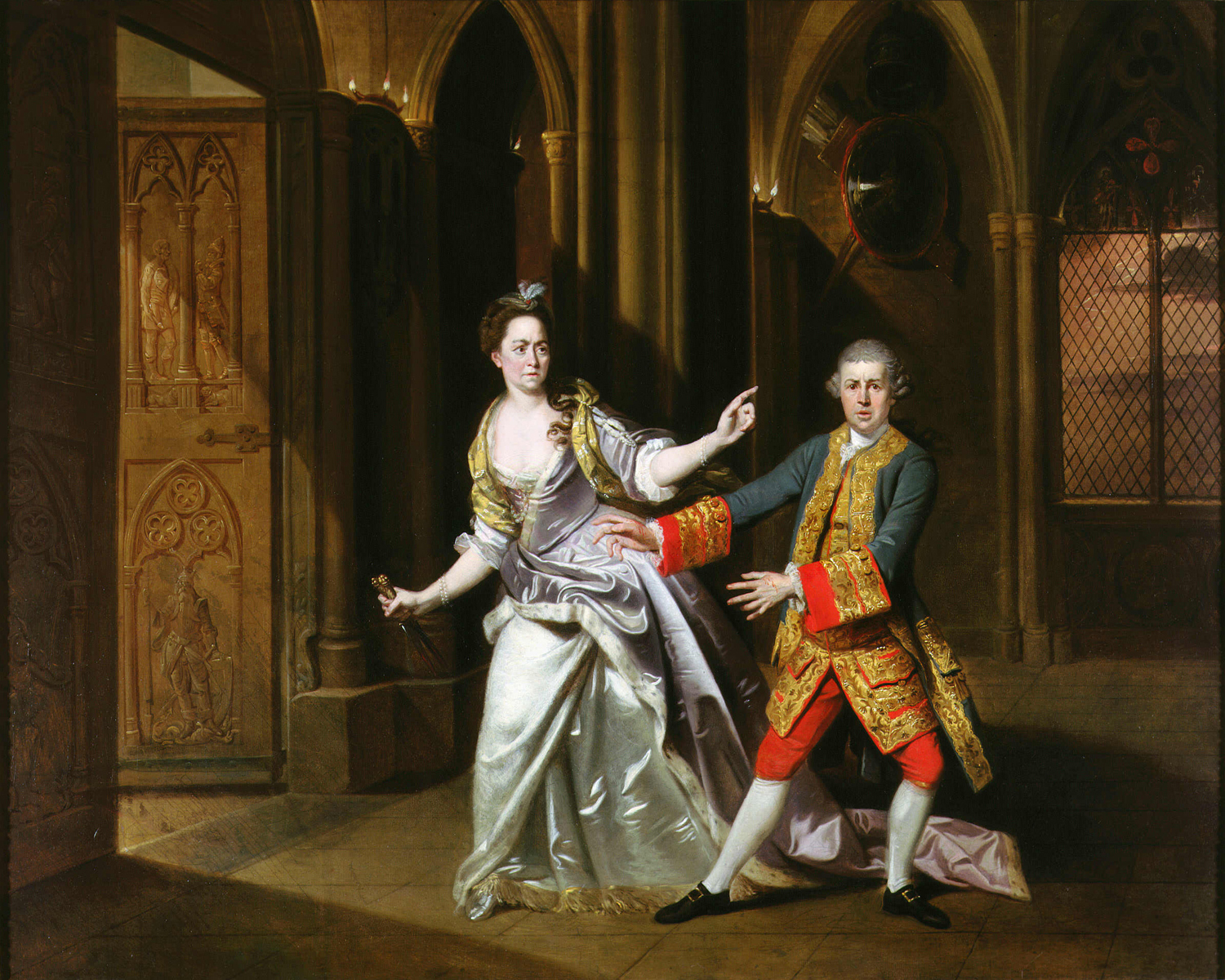
Garrick e Pritchard come Macbeth e Lady Macbeth, di Johann Zoffany (1768)

Macbeth presenta una certa ambiguità: la sua sete di potere lo induce al delitto, ma ne prova anche rimorso, essendo incapace di pentimento. 
Il soprannaturale è presente con apparizioni di spettri, fantasmi che rappresentano le colpe e le angosce dell'animo umano, nonché dalla presenza, forse reale o forse solo immaginata, delle tre streghe, quali emissarie di un Fato incombente e ineffabile, giustificazione e al tempo stesso ineluttabile sovrano delle sorti degli uomini. 
Nella follia sanguinaria, Macbeth ha un solo conforto attraverso il contatto con il soprannaturale e, all'inizio del IV atto, si reca nuovamente dalle streghe per conoscere il proprio destino. Il responso è solo in apparenza rassicurante, in realtà molto enigmatico, eppure Macbeth vi si appiglia con convinzione ed affronta i nemici (V atto) fino al momento in cui scopre il vero significato di quelle oscure profezie. 
Il tema del potere è sviluppato anche da altri personaggi, come il giovane figlio di Duncan, Malcolm, che si sente in qualche modo indegno del titolo regale: il nobile scozzese MacDuff, quindi, spiega quale sia la vera essenza del potere e quale differenza intercorra tra il regno, anche quello di una persona ambiziosa e corrotta, e la tirannide. 
Interessante poi è la riflessione esistenziale (atto V, scena V) con una famosa definizione della vita umana, dominata da precarietà ed incertezza, temi dominanti nel Barocco, età in cui Shakespeare visse: "La vita non è che un'ombra che cammina; un povero commediante che si pavoneggia e si agita sulla scena del mondo, per la sua ora, e poi non se ne parla più; una favola raccontata da un idiota, piena di rumore e furore, che non significa nulla".

## The Scottish Play
Nell'ambiente teatrale anglo-sassone, il Macbeth è considerato di malaugurio: la curiosa superstizione, che porta a non citarlo esplicitamente ma a usare perifrasi come «la tragedia scozzese», è ricordata fra gli altri da Ronald Harwood nel proprio dramma Servo di scena, quindi nel quasi omonimo film che ne fu tratto. 
La penitenza per chi lo nomina - nonché "antidoto" per gli altri - compare anche in un episodio della serie L'ispettore Barnaby: uscire, fare tre giri su sé stesso, bussare, rientrare e dire una parolaccia.

## Traduzioni italiane
- Giustina Renier Michiel, Venezia, Costantini, 1798
- Giuseppe Nicolini, 1830
- Giunio Bazzoni e Giacomo Sormani, in: Opere, vol. II, Milano, Vincenzo Ferrario, 1830; Introduzione e note di Giuseppe Beretta, Collana I Grandi Maestri, Edizioni Paoline, 1960
- Carlo Rusconi, 1831
- Francesco Maria Piave, tradotto per l'opera teatrale di Giuseppe Verdi, 1847
- Giulio Carcano, Firenze, Le Monnier, 1858
- Diego Angeli, Milano, Fratelli Treves Editori, 1912, 1924; Milano, Garzanti, 1942
- Alessandro De Stefani, Torino, Fratelli Bocca Editori, 1922
- Vincenzo Errante, Firenze, Sansoni, 1946; Milano, Dall'Oglio, 1963, 1977
- Mario Praz, Firenze, Sansoni, 1947
- Gino Chiarini, Firenze, Sansoni, 1948
- Ugo Dèttore, Collana BUR n.351, Milano, Rizzoli, novembre 1951; Introduzione di Tommaso Pisanti, Roma, Newton Compton, 1994
- Salvatore Quasimodo, Torino, Einaudi, 1952; Milano, Mondadori, 1963
- Gabriele Baldini, in: Opere complete di William Shakespeare vol. III, Milano, Collezione Classici Rizzoli, Milano, Rizzoli, ottobre 1963; Collana BUR, Milano, Rizzoli, ottobre 1980
- Cesare Foligno, Milano, Mursia, 1963
- Cesare Vico Lodovici, Torino, Einaudi, 1964
- Elio Chinol, Milano, Mursia, 1971
- Antonio Meo, Milano, Garzanti, 1974
- Agostino Lombardo, in: Le tragedie, Teatro completo di William Shakespeare vol. IV, a cura di Giorgio Melchiori, Collana I Meridiani, Milano, Mondadori, 1976; Collana UEF. I Classici n.142, Milano, Feltrinelli, giugno 1997
- Vittorio Gassman, Collana Oscar Classici, Milano, Mondadori, 1983; con uno scritto di Yves Bonnefoy, Mondadori, 1988
- Nemi D'Agostino, Collana I grandi libri, Milano, Garzanti, 1989
- Alessandro Serpieri, Firenze, Giunti, 1996, 2004
- Goffredo Raponi, in rete,[8], LiberLiber, marzo 1998
- Romana Rutelli, Venezia, Marsilio, 2001
- Guido Bulla, Roma, Newton Compton, 2008
- Paolo Bertinetti, Collezione di teatro, Torino, Einaudi, 2016
- Masolino D'Amico. Testo inglese a cura di Stanley Wells, in: Tutte le opere. Le tragedie, Collezione Classici della Letteratura Europea, Milano, Bompiani, 2015; Bussolengo-Firenze, Demetra, 2024.
- Roberto Piumini, Novara, Interlinea, 2019
- Rocco Coronato, Collana BUR Classici, Milano, Rizzoli, 2022
- Francesco Vitellini, s.l., Liberamente, 2023; Santarcangelo di Romagna, Rusconi, 2023.

## Adattamenti

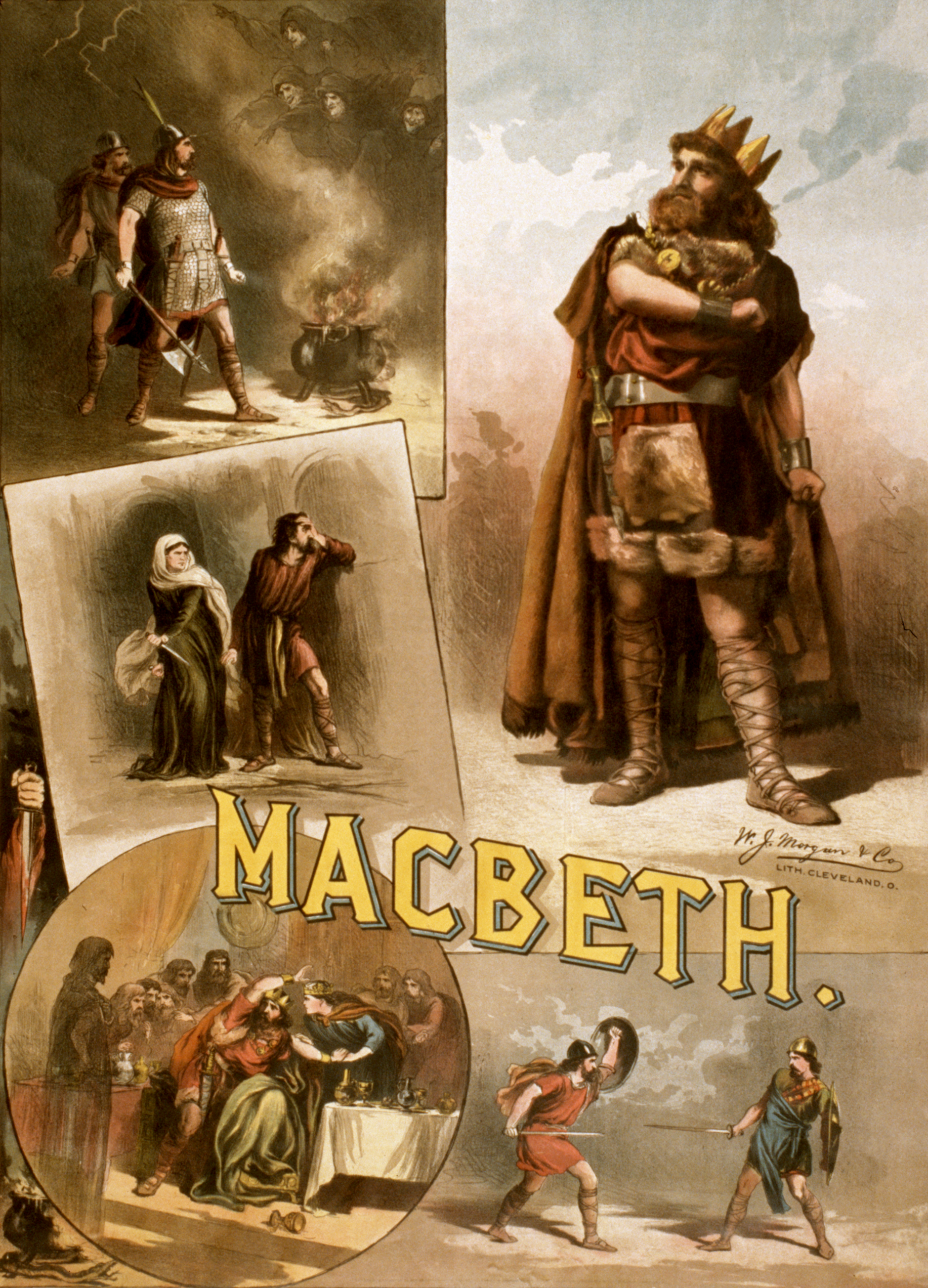
Locandina del 1884

Nel 1847 uscì l'opera Macbeth di Giuseppe Verdi su libretto di Francesco Maria Piave.
Gli adattamenti cinematografici del Macbeth sono numerosi. In alcuni casi è stato mantenuto il testo originale, in altri casi sono stati aggiunti elementi nuovi per arricchire la trama. Il fascino del Macbeth ha portato molti registi a trapiantare i personaggi e le vicende narrate in luoghi e tempi assai diversi dall'originale (contesto mafioso, Giappone feudale, epoca moderna).
- Macbeth, regia di Orson Welles (1948)
- Trono di sangue, regia di Akira Kurosawa (1957)
- Macbeth, regia di Paul Almond (1961)
- Macbeth, regia di Roman Polański (1971)
- Macbeth, regia di Franco Enriquez (1975)
- A Performance of Macbeth, regia di Philip Casson (1979)
- Macbeth, regia di Béla Tarr (1982)
- Uomini d'onore, regia di William Reilly (1990)
- Macbeth, regia di Bryan Enk (2003)
- Macbeth - La tragedia dell'ambizione, regia di Geoffrey Wright (2006)
- Macbeth, regia di Justin Kurzel (2015)
- Macbeth Neo Film Opera, regia di Daniele Campea (2017)
- Macbeth (The Tragedy of Macbeth), regia di Joel Coen (2021)